# Paisaje con figuras
Paisaje con figuras fue una serie de televisión producida por RTVE dirigida por Mario Camus, con guiones del escritor Antonio Gala. Cada uno de los episodios estaba dedicado a un personaje histórico español, una figura representativa «en el momento cumbre de su vida», en el paisaje donde sucedió. 
Se comenzó a emitir en febrero de 1976, viendo suspendida su emisión temporalmente por orden del entonces presidente del gobierno, Carlos Arias Navarro, debido a la polémica que suscitó un padrenuestro recitado en euskera en el capítulo dedicado a Juan Sebastián Elcano. En noviembre del mismo año se reanudó su emisión en Televisión Española.
En 1984 Gala finalizó los últimos guiones de la serie, cuya segunda temporada se había firmado cinco años antes. 
La serie, entonces completa, se repuso ese mismo año y en 1985 la editorial Espasa-Calpe publicó los guiones originales de la serie en su colección Selecciones Austral, reuniendo un total de 39 personajes divididos en dos volúmenes, con prólogo de Pedro Laín Entralgo.

## Idea y formato
Cada capítulo se centra en un personaje de la Historia de España, en el momento en que, según Gala, «sus actos (···) dejaron huella o significaron el momento cumbre de su vida». En la presentación de la serie, que hizo el propio Gala, dice que los personajes tienen en común «que amaron a la patria, a la vida y a la libertad», pero además «todos sufrieron el trato que da España a sus hombres: peor cuanto más grandes.» La primera dificultad a la que se enfrentó el autor fue la elección de los personajes; tenían que ser significativos y representativos de distintas épocas, zonas geográficas y clases sociales. Gala declaró que «quería que allí estuvieran esos personajes olvidados y mal recordados, españoles que nos fueron haciendo así, españoles. Al mismo tiempo, se trataba de llegar lo más posible hasta nuestros días».
Gala ubicó cada una de sus figuras en un paisaje, aquel que consideró más característico o en el que pasó a la historia. Paisajes españoles todos, porque señala el autor que «en el fondo, donde estos personajes estuvieron, estamos nosotros.» En general, había un solo actor, en ocasiones dos; con el objetivo declarado de focalizar la atención en la figura y el paisaje, el resto de personajes «son voces».

## Primera temporada de la serie y suspensión
La serie comenzó a emitirse en febrero de 1976. Tras la emisión de los episodios dedicados a Francisco Pizarro, Francisco de Quevedo y Juan Sebastián Elcano, el 12 de marzo de 1976 se dio la noticia de la suspensión de la emisión de la serie por «orden gubernativa», 
al parecer debido a la inclusión de un padrenuestro recitado en euskera en el capítulo dedicado a Elcano. La suspensión, según recogía días después la revista Blanco y Negro, causó «general perplejidad», y era, según Gala, «una decisión inexplicable e inexplicada que no me afecta a mí solo como autor, sino que es un significativo síntoma descorazonador». Gala publicó un artículo en la revista Sábado Gráfico en el llegaba a atacar al presidente del gobierno, Carlos Arias Navarro, tras lo cual le llegó un auto de procesamiento por «hechos que revisten caracteres de delito contra las Leyes Fundamentales». Al parecer, Gala pidió protección al entonces Ministro de Gobernación, Manuel Fraga Iribarne, quien le habría recomendado que se quedara en casa. Recibió amenazas de muerte e incluso llegó la noticia, pronto desmentida, de su asesinato a Sábado Gráfico.
La emisión se reanudaría meses después, ya dimitido Arias Navarro. El lunes 1 de noviembre Paisaje con figuras volvió a la programación, con el capítulo titulado «El doncel de Sigüenza», dedicado a Martín Vázquez de Arce.

### Episodios
- «Francisco de Pizarro», protagonizado por Modesto Blanch. Primera emisión el 11 de febrero de 1976.[9]
- «Francisco de Quevedo», interpretado por José María Prada y Carlos Otero, se emitió el 18 de febrero de 1976.[10]
- «Juan Sebastián de Elcano», interpretado por Frederic Pasquale, se emitió el 25 de febrero de 1976.[11]
- «El doncel de Sigüenza», encarnado por Gonzalo Cañas. Su emisión, prevista para el miércoles 10 de marzo de 1976,[12] fue suspendida. Se emitió finalmente el 1 de noviembre de 1976.[13]
- «Fray Luis de León», interpretado por Luis Peña, se emitió el 8 de noviembre de 1976.[14]
- «El Empecinado», dedicado a Juan Martín «el Empecinado» interpretado por Aldo Sambrell, se emitió el 15 de noviembre de 1976.[15]
- «El Marqués de Santillana», interpretado por Antonio Casas, se emitió el 22 de noviembre de 1976.[16]
- «Pedro Romero», dedicado al famoso torero, interpretado por Alberto de Mendoza, se emitió el 6 de diciembre de 1976.[17]
- «Mariana Pineda», interpretado por Blanca Estrada,[18] se emitió el 13 de diciembre de 1976.[19]
- «Goya», interpretado por Javier Loyola, se emitió el 20 de diciembre de 1976.[20]
- «El Gran Capitán», dedicado a Gonzalo Fernández de Córdoba, interpretado por Alejandro de Enciso, se emitió el 3 de enero de 1977.[21]
- «Azahara», dedicado a la favorita del califa Abderramán III, para la que cuenta la leyenda construyó Medina Azahara, fue interpretada por María José Díez y se emitió el 17 de enero de 1977.[22]
- «El Papa Luna», dedicado a Pedro de Luna, antipapa consagrado en Aviñón como Benedicto XIII, interpretado por Roberto Cruz, se emitió el 24 de enero de 1977.[23]

## Reposición y segunda temporada
La segunda temporada constó de 26 episodios. Durante un mes de retiro en el Albaicín de Granada a principios de 1984 Gala finalizó los últimos siete guiones de la serie, cuya segunda temporada se había firmado cinco años antes. Eran los correspondientes al Cardenal Cisneros, Ana de Austria, el Greco, el príncipe de Viana, Gaspar Melchor de Jovellanos, Antonio Gaudí y Mariano José de Larra.
En julio de 1984 se repuso la primera temporada de la serie, de cara a la emisión en otoño de la segunda temporada. En la edición de los guiones, Gala señala que en esta reposición de la primera temporada se eliminaron los textos de Azahara y de Mariana Pineda.

### Episodios
El 4 de octubre Antonio Gala presentó la nueva temporada.
- «Colón», protagonizado por Iñaqui Ayerra, se emitió el 11 de octubre de 1984.[25]
- «Juan Belmonte», protagonizado por Paco Rabal, se emitió el 18 de octubre de 1984.[26]
- «Juan de la Cruz», protagonizado por Antonio Llopis, se emitió el 25 de octubre de 1984.[27]
- «Concepción Arenal» se emitió el 1 de noviembre de 1984.[28]
- «Murillo», protagonizado por Ricardo Tundidor, se emitió el 8 de noviembre de 1984.[29]
- «Jorge Manrique», protagonizado por Eduardo Bea, se emitió el 15 de noviembre de 1984.[30]
- «El Tempranillo», protagonizado por Carlos Tristancho y Paula Molina, se emitió el 22 de noviembre de 1984.[31]
- «La Calderona», protagonizado por Carmen Maura y Joaquín Kremel, se emitió el 29 de noviembre de 1984.[32]
- «Berruguete», protagonizado por Lautaro Murúa y Aurora Pastor, se emitió el 6 de diciembre de 1984.[33]
- «Lope de Vega», protagonizado por José Lifante, se emitió el 13 de diciembre de 1984.[34]
- «Averroes», se emitió el 27 de diciembre de 1984.[35]
- «Rosalía de Castro», protagonizado por Ángela Rosal, se emitió el 3 de enero de 1985.[36]
- «Íñigo de Loyola», protagonizado por Mario Pardo, se emitió el 10 de enero de 1985.[37]
- «Antonio Machado», protagonizado por Fernando Delgado, se emitió el 17 de enero de 1985.[38]
- «Ana de Austria», protagonizado por Carmen Sainz de la Maza, se emitió el 24 de enero de 1985.[39]
- «Jovellanos», protagonizado por Gabriel Llopart, se emitió el 31 de enero de 1985.[40]
- «Príncipe de Viana», protagonizado por Álex Sila y Julio Núñez, se emitió el 7 de febrero de 1985.[41]
- «Cabrera», protagonizado por José Lara, se emitió el 14 de febrero de 1985.[42]
- «Espartero», protagonizado por Miguel Picazo, se emitió el 21 de febrero de 1985.[43]
- «Manuel Torre», se emitió el 28 de febrero de 1985.[44]
- «Cisneros», protagonizado por Andrés Mejuto, se emitió el 7 de marzo de 1985.[45]
- «Gaudí», protagonizado por Juan Sala, se emitió el 21 de marzo de 1985.[46]
- «Almanzor», protagonizado por Juan Sola, se emitió el 28 de marzo de 1985.[47]
- «Larra», protagonizado por José Pedro Carrión, se emitió el 4 de abril de 1985.[48]
- «El Greco», protagonizado por Eduardo McGregor, se emitió el 11 de abril de 1985.[49]
- «Eugenia de Montijo», protagonizado por Felicidad Blanc y Mapi Sagaseta, se emitió el 18 de abril de 1985.[50]

## Crítica
En general, la serie tuvo buena aceptación, alabándose la «penetración y capacidad de síntesis» de Gala y su «inteligente uso de la brevedad». 
Hubo capítulos, como el dedicado a María Calderón, la Calderona, del que se alabó tanto la labor de la realizadora, Josefina Molina, como la interpretación de Carmen Maura, quien grabó el episodio antes de saltar a la fama mediática. 
Otros, como el dedicado a Lope de Vega, fueron criticados por el uso ilustrativo de la imagen como soporte de un texto excesivamente literario y lírico para el medio televisivo, señalando que el recurso de presentar un solo actor que dialoga con voces en off podía resultar reiterativo «y hasta tedioso» por muy buenos que fueran los textos.